# 伊曼纽尔·阿杰芒-巴杜
伊曼纽尔·阿杰芒-巴杜（英語：Emmanuel Agyemang-Badu；1990年12月2日—），是一名加纳足球运动员，现時效力加超球隊格特奧林匹克 。

## 俱乐部生涯
2007年，阿杰芒-巴杜在加纳球队贝雷昆阿森纳开始职业足球生涯。2008年7月11日，他被租借到加纳豪门球队阿散蒂科托科。2008年下半年，他两度前往英格兰，先后试训米德尔斯堡和狼队。2009年4月16日，他被租借到西班牙球队韦尔瓦半年，据报道他的租借费为3万欧元。2009年9月，他回到阿散蒂科托科。
2009年11月，BBC和天空体育报道阿杰芒-巴杜将会在2010年1月加盟意大利足球甲级联赛球队乌迪内斯。2010年1月28日，乌迪内斯正式宣布签入阿杰曼-巴杜。2010年3月28日，他在乌迪内斯1比4不敌佛罗伦萨的比赛替补保罗·萨姆马科出场，上演意甲联赛首秀。2011/12赛季开始，阿杰芒-巴杜成为乌迪内斯的主力球员。

## 国家队生涯
2008年5月22日，阿杰芒-巴杜首次入选加纳国家足球队集训名单，他在2008年6月8日加纳对阵萊索托的比赛出场，上演成年国家队首秀。阿杰芒-巴杜之后先后参加2010年，2012年和2013年非洲國家盃的比赛。他在2012年非洲國家盃小组赛对阵几内亚比赛中的进球入选了2012年国际足联普斯卡什奖的候选进球名单。